# Асцелла
Асцелла (Дзета Стрільця, ζ Стрілець, скорочено Дзета Sgr, ζ Sgr) — потрійна зоряна система і третя за яскравістю зірка в сузір’ї Стрільця. Згідно з вимірюваннями паралакса, це приблизно 88 світлових років (27 парсеків) від Сонця. 
Три компоненти позначаються Дзета Стрільця A (офіційна назва Ascella [əˈsɛlə], традиційна назва всієї системи) і B, які самі утворюють двійкову пару, і меншу зірку-компаньйон, C.

## Номенклатура
ζ Стрілець (лат. Zeta Sagittarii) — це позначення системи Байєра. Позначення трьох компонентів як ζ Стрільця A, B і C походять від конвенції, яка використовується Вашингтонським каталогом кратності (WMC) для множинних зоряних систем і прийнята Міжнародним астрономічним союзом (IAU).
Вона носила традиційну назву Ascella від пізньолатинського слова, що означає пахва. У каталозі зірок у Календарі Аль-Ахсасі-аль-Муаккет ця зірка була позначена як Thalath al Sadirah, що було перекладено на латину як Tertia τού al Sadirah, що означає третій страус, що повертається. У 2016 році IAU організував Робочу групу з імен зірок (WGSN).

## Властивості
Дзета Стрільця має сукупну видиму зорову величину +2,59.  Він віддаляється від Сонячної системи з радіальною швидкістю 22 км с−1,  і приблизно 1,0–1,4 мільйона років тому, знаходився в межах 7.5 ± 1.8 ліг (2.30 ± 0,55 пк) Сонця. 
Два компоненти Дзети Стрільця A і B обертаються один проти одного протягом 21 року з ексцентриситетом 0,211. Сумарна маса подвійної пари в 5,26 ± 0,37 разів перевищує масу Сонця , а їх змішана зоряна класифікація становить A2,5 Va. A — гігант спектрального класу A2 з видимою зоряною величиною +3,27, а B — субгігант A4 з видимою зоряною величиною +3,48. Пара має середню відстань 13,4 астрономічних одиниць. 